# Wahlschied
Wahlschied liegt am Wahlbach und ist der flächenmäßig kleinste Ortsteil der Gemeinde Heusweiler am nördlichen Rand des Regionalverbandes Saarbrücken im Saarland.

## Geographie

### Geographische Lage
Wahlschied liegt ca. 15 Kilometer nördlich der Landeshauptstadt Saarbrücken am östlichen Rand der flächengrößten nicht städtischen Gemeinde des Regionalverbandes Saarbrücken, Heusweiler. Der Ort liegt im Herzen und südöstlich des Zentrums des Saarlandes und des Landkreisdreiecks Saarlouis, Neunkirchen und Saarbrücken, am Gemeindedreieck bestehend aus Heusweiler, Illingen (Saar) und Quierschied, in signifikanter Lage im südwestlichen Winkel des Autobahnkreuzes Saarbrücken, dem Kreuzungspunkt der A1 und der A8. Ferner befindet sich der Ort im Europäischen Verdichtungsraum „Blaue Banane“, am Rand des östlichen Schenkels des saarländischen Verdichtungsraum, der so genannten Lyoner-Achse und an der Achse Saarlouis-Neunkirchen entlang der A8.

Charakteristisch ist die winkelförmige Aufspaltung des Ortes entlang des Wahlbaches. Zwischen beiden Verkehrsachsen liegt das Gelände der Islandpferde Wahlschied e. V. am Langgarten, einem Naturschutzgebiet.
In Wahlschied gab es einen Kalkstollen, wovon heute noch der so lautende Straßenname zeugt, sowie einen Steinbruch, der sich entlang der Turmstraße erstreckte und von dem noch ein einzelnes unbebautes Grundstück Zeugnis ablegt.

### Geologie
Wahlschied liegt im Saar-Nahe-Bergland, im Prims-Blies-Hügelland, am östlichen Ausläufer des oberen Köllertals, nämlich östlich der Heusweiler-Reisbacher Mulde, am Wahlbach, einem linken Nebenfluss des Köllerbaches und nördlich des Köllertaler Waldes, einem Teil des Saarkohlenwaldes, etwa einen Kilometer westlich der Göttelborner Höhe.
Wahlschied besitzt, wie das ganze Saarland, Braun- und Parabraunerden.

### Ausdehnung des Ortsgebiets
Das Gebiet des Ortes erstreckt sich vom Teufelsberg und dem an dessen Fuße entlang fließenden Teufelsbergbachs, sowie dem so genannten Nordfeld im Norden bis zum Stockwiesbach, sowie der Straße „Am Heidstock“ im Süden und dem Friedhof im Westen bis zur Gemeindegrenze entlang der Hochstraße und Göttelborner Straße im Osten.

### Nachbarorte
Umgeben ist Wahlschied im Uhrzeigersinn, beginnend im Norden, von den Orten: Lummerschied, Göttelborn, Quierschied, Holz und Kutzhof.

### Ortsgliederung
Wahlschied gliedert sich in den Hauptort und den ortseigenen Ortsteil Wahlschieder Grube, der nordöstlich des Ortskerns in einer Senke liegt.

## Klima
Gemäß der effektiven Gliederung von Troll und Paffen herrscht in Wahlschied subozeanisches Klima. Der Einordnung durch Köppen/Geiger nach handelt es sich um ein Seeklima mit ganzjährig ausreichend Niederschlägen und einer Durchschnittsmaximaltemperatur von unter 22 °C und mindestens viermonatigen Temperaturen über 10 °C. Laut genetischer Gliederung nach Neef befindet sich der Ort an der Grenze zwischen maritimem Westseitenklima und Übergangsklima.
Der Ort zählt ebenso wie das Saarland zu den wärmsten Regionen Deutschlands.

## Geschichte

### Vorrömische Zeit
Eine keltische Ursiedlung befand sich im Wahlschieder Raum bereits vor der römischen Eroberung Galliens.

### Römerzeit
Auf dem heutigen Gebiet von Wahlschied verlief eine Römerstraße, die in etwa dem heutigen Verlauf der B268 und der A1 von Saarbrücken-Malstatt bis Holz und im weiteren Verlauf der Saarstraße in Holz und der Hauptstraße in Göttelborn nach Merchweiler-Wemmetsweiler entsprach und zu einer römischen Villa führte. In Wahlschied zweigte von dieser Straße eine weitere ab, die von Völklingen kommend weiter nach Illingen führte.
Bewiesen ist inzwischen, dass eine Römerstraße von Losheim über Hüttersdorf, Primsweiler und Lebach nach Saarbrücken führte. Der Verlauf ab Landsweiler/Lebach bleibt hierbei unklar. Es wird vermutet, dass die Straße über Habach, an der römischen Villa in Wiesbach entlang zum Gräberfeld in Mangelhausen und nach Wahlschied hätte führen können, wo sich somit drei Römerstraßen kreuzen würden. Allerdings wurden in Kirschhof ebenfalls Reste einer Villa rustica, sowie ein gallo-romanisches Urnengräberfeld entdeckt, was zumindest einen Verlauf der Straße durch Kirschhof und Mangelhausen nahelegt.
Auf dem Gebiet der heutigen evangelischen Kirche Wahlschied soll sich ein römisches Kastell befunden haben, wovon heute noch die dort verlaufende Straße „Römerstraße“ zeugt. Eine römische Villa soll sich am Hang der Göttelbornerhöhe, zwischen den heutigen Straßen „In der Neuwies“ und „Auf der Mauer“ befunden haben.

### Mittelalter
An Stelle der heutigen evangelischen Kirche stand bereits irgendwann zwischen dem 8. Jahrhundert und dem 12. Jahrhundert die erste Kirche romanischer Bauart. 1200 entstand dort eine Kirche in gotischem Baustil, die im Dreißigjährigen Krieg zerstört wurde. Sie wurde 1648 wieder aufgebaut.
1331 wird der Ort urkundlich das erste Mal erwähnt und zählt somit als ältester Ort des Köllertals.
Der heutige Ortsname besteht unverändert seit 1735. Bis dahin trug der Ort Bezeichnungen wie Waldschid, Walscheidt, Waldschied, Walschiedt, Walschit, Walscheit, Walscheid, Walscht, Wallschied. Die Anfänge der Geschichte der evangelischen Kirche gehen auf das 14te Jahrhundert zurück. 1330 wird sie in den Taxa generalis erwähnt. Die Kollatur der Kirche hatten die Ritter Boemund, Johannes und Nikolaus von Dagstuhl.
Im 14. Jahrhundert wechselte die Kollatur der Wahlschieder Kirche St. Willibrord an den Deutschen Orden. Dieser behielt die Hälfte des Zehnten auch nach Erwerb der Dörfer Wahlschied und Lummerschied durch Graf Philipp II. von Nassau-Saarbrücken und der damit verbundenen Einführung der lutherischen Bekenntnisse noch in Wahlschied.

### Frühe Neuzeit
1576 kommt Wahlschied zur Gemeinde Heusweiler, das im 13. Jahrhundert noch ein Hof war und zur Herrschaft derer von Mühlenbach gehörte und ab deren Schleifung und späterem Verfall im späten 14. Jahrhundert aufstieg, im Dreißigjährigen Krieg erneut zerstört und entvölkert wurde und erst durch die französische Besatzung (1793–1814) zur Mairie, dem Grundstein des heutigen Hauptortes des oberen Köllertals und der Großgemeinde Heusweiler.

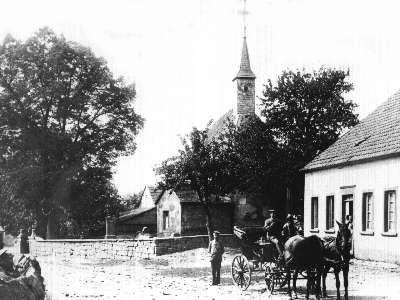
Ortsansicht um 1890 mit Evangelischer Pfarrkirche (Vorgängerbau)

### Neuzeit
1725 wird die erste Schule in Wahlschied errichtet. 1773 wird der Ort zur Bergbausiedlung. Im ersten Stollenbetrieb arbeiten vier Bergmänner.
Im Jahr 1889 wurde eine Brunnenleitung angelegt. Sie wurden über Jahrhunderte nicht benötigt, da Wahlschied sehr wasserreich war und viele Schöpflöcher, Pütze genannt, für Mensch und Vieh genutzt wurden. Beim Abbau von Kalk, der vor Ort gebrannt wurde, stieß man auf eine ergiebige Wasserquelle. Zur Nutzung der Quelle baute man ein Brunnenhaus, von dem man das Wasser mit Gussröhren bis zum Dorf in mit Ventilen ausgestatteten Brunnen, führte. Die gerade errichteten Dorfbrunnen wurden kaum zehn Jahre später durch die vom Wasserturm Göttelborn hergeführten Wasserleitung abgelöst. Der Bau des Wasserturms ging einher mit dem Abtäufen der Grube Göttelborn.

### 20. Jahrhundert
1901 wurde mit dem Bau der heutigen evangelischen Kirche begonnen.
Seit 1927 gibt es einen Linienbustransfer nach Saarbrücken, den der Wahlschieder Betrieb Fischer aufgebaut hatte und unterhielt und ab 1953 wurde der Ort an die Trollibuslinie Heusweiler – Holz angeschlossen.
Das neu erbaute katholische Gotteshaus wird 1956 eingeweiht. Die Sport- und Kulturhalle Wahlschied wird 1973 fertiggestellt.
Am 1. Januar 1974 wurde Wahlschied in die Gemeinde Heusweiler eingegliedert.
Am 14. September 1979 wird der Dorfbrunnen hinter der evangelischen Kirche eingeweiht. Auf Initiative des späteren Ehrenvorsitzenden des SV Wahlschied findet am 1. Mai 1982 zum ersten Mal das Wahlschieder Brunnenfest rund um den Dorfbrunnen statt.
1983 beschlossen Politik und Verbände eine Kooperation hinsichtlich der Pflege des Vogelschutzgebietes, das sich an den östlichen Ausläufern der Besiedelung befindet. Im Juni 1987 wurden Flächen am Teufelsberg und im Langgarten zu Landschaftsschutzflächen erklärt.
1989 zeigt sich die dunkle Seite des Bergbaus: Aufgrund starker Grubenschäden werden zwei Häuser in der ehemaligen Straße „Im Gäßchen“ abgerissen. Die Straße ist heute gesperrt und die Flächen unbebaut.
Am 3. Advent 1999 fällt der Wetterhahn von der Kirchturmspitze – ohne Schaden anzurichten.

### 21. Jahrhundert
4. August 2000: Wahlschied erhält sein erstes Gewerbegebiet: Auf Hirtenwies. Heute befinden sich dort Wahlschieder Unternehmen, wie ein Baustoffhandel, eine KfZ-Betrieb und ein Kranlager der BBL Cranes.
Von 2002 bis 2003 entsteht der Kunstrasenplatz des SV Wahlschied.
In den 2000er Jahren wurde der Bau einer Don-Bosco Schule nördlich des Friedhofes, auf Holzer Flur, durch Bürgerproteste Wahlschieder und Holzer Bürger ebenso verhindert, wie der Bau eines Krematoriums nördlich der Autobahn A1, auf dem heutigen Gewerbegebiet. Nicht verhindern konnten die Proteste Wahlschieder Bürger jedoch die Schließung der kleinen Grundschule, weshalb die Wahlschieder Grundschüler seitdem im Zuge der Grundschulreform des Saarlandes mit dem Bus zur Grundschule Holz fahren müssen.
Im Juli 2009 wurden durch starke Regenfälle Straßen und Häuser entlang der Wahlbach überflutet.

## Bevölkerung

### Religionen
In Wahlschied befinden sich eine evangelische und eine katholische Kirche.
Martin Sinemus beschreibt die Geschichte der Dörfer des Hochgerichts und der evangelischen Pfarrei Wahlschied-Holz.

### Einwohnerentwicklung
- 1925 1.307
- 1935 1.239
- 1939 1.205[8]
- 2005 1.638[6]
- 2014 1.632[9]

## Politik
Seit 2009 ist Reiner Zimmer (SPD) in zweiter Amtszeit Ortsvorsteher von Wahlschied.

### Wappen

Wahlschieder Wappen

Das diagonale Kreuz weist auf die frühen Herren im 14. Jahrhundert, die Ritter von Dagstuhl hin. Das kleine Wappen ist das des Deutschen Ordens. Die grüne Hintergrundfarbe steht für den Wald von Wahlschied (Wahl = Wald). Die goldene Lilie symbolisiert die Zeit der Zugehörigkeit zur Abtei Wadgassen unter der französisch-lothringischen Landeshoheit. Die silbernen Kreuze sind Symbole der Grafen von Nassau-Saarbrücken.

### Ortsratswahl 2014
- CDU 24,70 %
- SPD 60,55 %
- FDP 7,31 %
- NÖL 7,43 %[10]

## Kultur und Sehenswürdigkeiten

### Museen
Unweit des Ortes Wahlschied liegt am Wahlschieder Bach die Ölmühle Berschweiler.

### Musik
Die Wahlschieder Band Fallout spielte 2002 auf dem Rocco del Schlacko, einem saarländischen Open-Air-Festival, das unweit von Heusweiler stattfindet.

### Bauwerke
Zu den Baudenkmälern zählen die Schule von 1725, seit 1844 als Bauernhaus genutzt und im Originalzustand erhalten, sowie die Evangelische Pfarrkirche. Als Naturdenkmal geschützt ist eine Eiche auf dem Grundstück des Bauernhauses in der Vorstadtstraße. Weithin sichtbar sind die Landschaftsmerkmale, die Wahlschied umgeben: der weltweit höchste Förderturm Schacht IV der Grube Göttelborn und der Kühlturm des Kohlekraftwerks Quierschied/Weiher der Nachbargemeinde Quierschied; der Wasserturm Holz mit ehemaligem Aussichtsrestaurant und der Förderturm der Grube Holz im Gemeindeteil Holz, sowie der auf Ortsgebiet befindliche über 200 Meter hohe Sendemast Göttelborner Höhe des Saarländischen Rundfunks. An der Grenze zwischen Kutzhof und Wahlschied, unweit des heutigen Friedhofes, zeugten lediglich zwei steinerne Torangeln vom verlassenen Heidenfriedhof, der sich in einem ungepflegten, verwilderten Zustand befand. Auf dem 1922 angelegten Friedhof wurden nach damaligem Usus etwa Selbsmörder, Verbrecher und Nichtchristen bis zum Zweiten Weltkrieg beerdigt. 2021 wurde der Friedhof von Freiwilligen mit der Unterstützung der Gemeinde wieder hergestellt. Gefundene Reste des Tors ermöglichten eine authentische Nachbildung. Auf dem Gebiet von Wahlschied befanden sich drei mittlerweile gesprengte und zugeschüttete Geschützbunker des Westwalls. Einer lag in der Vorstadtstraße zwischen den Grundstücken 57 und 59. Ein zweiter lag an der nordöstlichen Ecke des heutigen Sportplatzes an der Wahlbach. Noch heute ist hier der Hügel zu sehen. Der dritte lag neben der Fahrschule Nagel in der Straße „Auf der Mauer“.

## Sport
Am Teufelsberg befindet sich ein Skilift. Der Betrieb ist zurzeit (Stand: 2014) ausgesetzt.
Der Gründung des „SV Wahlschied 1920 e. V.“ im Jahr 1920 gingen erste Aktivitäten auf Initiative des Lehrers Bonner voraus.
Im Mai 2014 gingen die beiden Sportvereine SV Holz und SV Wahlschied nach zweijähriger Kooperationsphase im fusionierten SV Holz/Wahlschied auf. Dies bildete erst die zweite Fusion von Fußballvereinen im Köllertal nach der Entstehung des 1. FC Riegelsberg 1999.

## Persönlichkeiten, die vor Ort gewirkt haben
Der Fußballer Fritz Altmeyer begann seine Karriere in Wahlschied und spielte später in der Saarländischen Nationalmannschaft und für Saar 05 in der Oberliga und Regionalliga Südwest.
Der Bundesligafußballer und Juniorennationalspieler Hans-Dieter Diehl stammte aus der Jugend des SV Wahlschied und spielte ab 1959 für den 1. FC Saarbrücken zunächst in der Oberliga Südwest, später auch in der Bundesliga.